# SanDisk
SanDisk Corporation (NASDAQ: SNDK

) er en amerikansk virksomhed, der laver flashhukommelseskort. SanDisk grundlagdes 1988 af Dr Eli Harari og Sanjay Mehrotra, eksperter indenfor ikke-flygtigt RAM-teknik.
SanDisk blev et børsnoteret aktieselskab på NASDAQ i november 1995. I december 2009 var børsværdien US$ 6 500 000 000.
SanDisk laver mange forskellige typer flash-hukommelser, inklusive forskellige hukommelseskort og USB-enheder.
| Firma | Spire Denne artikel om et firma eller en virksomhed i USA er en spire som bør udbygges. Du er velkommen til at hjælpe Wikipedia ved at udvide den. |